# Openluchtmuseum van Sart-Tilman
Openluchtmuseum van Sart-Tilman (Frans: Musée en plein air du Sart-Tilman) is een beeldenmuseum in de campus van de Sart-Tilman (Universiteit van Luik) in de provincie Luik. Het museum heeft een collectie van 156 werken.
Reeds in 1961 overwoog de architect André Jacqmain de campus te verfraaien met sculpturen. Hij werd hierin bijgetreden door de hoofdarchitect Claude Strebelle, die samenwerkte met de kunstenaar Pierre Culot, wat resulteerde in diens monumentale Mur de pierre d'âge viséen. In 1977 werd het museum officieel opgericht. Hiervoor werkte de Universiteit van Luik samen met het toenmalige Ministerie van Cultuur, dat de verantwoordelijkheid later overdroeg aan de Franse Gemeenschap van België. 
Het museum doet aan onderzoek en conservatie en richt zich op hedendaagse beeldhouwkunst. De werken zijn meestal gemaakt tijdens het bestaan van het museum, hoewel ook enkele oudere werken werden verworven. Ze zijn grotendeels afkomstig uit het Franstalige deel van België, maar er is ook werk aanwezig van Vlaamse en buitenlandse kunstenaars. 

## Galerij

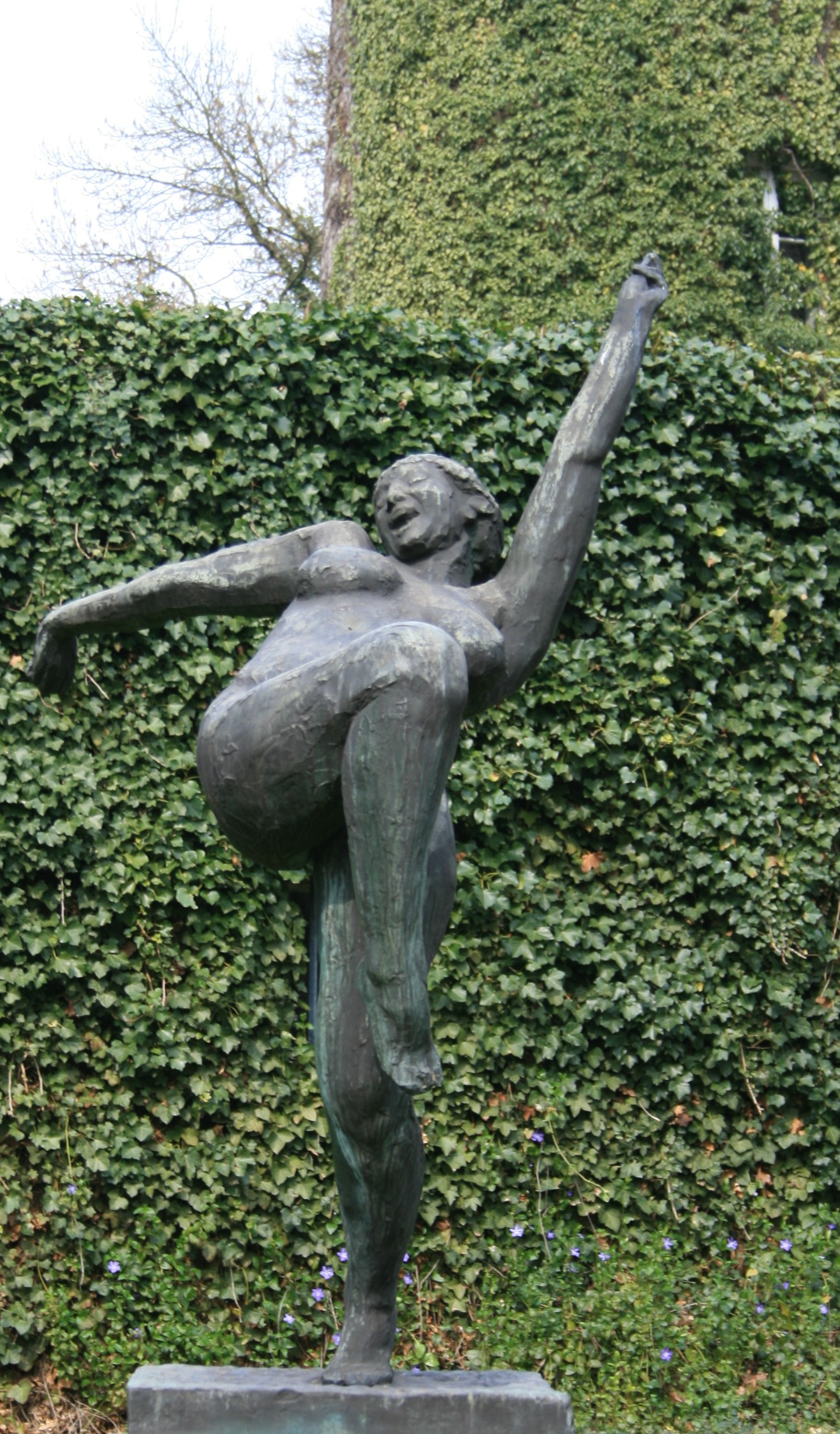
De dwaze maagd van Rik Wouters
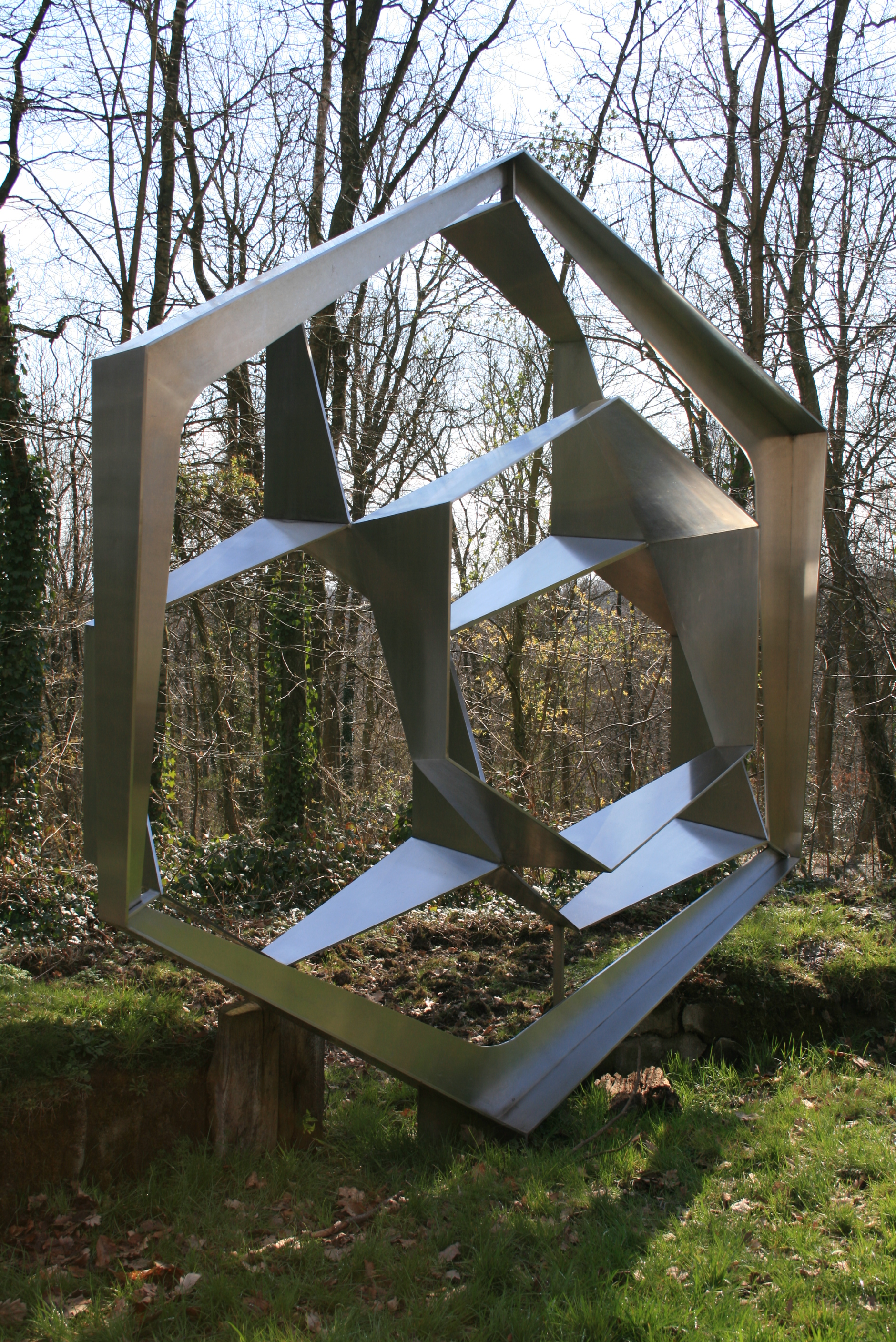
Hommage aan Maeterlinck (Het leven van de bijen) door Jean-Paul Laenen
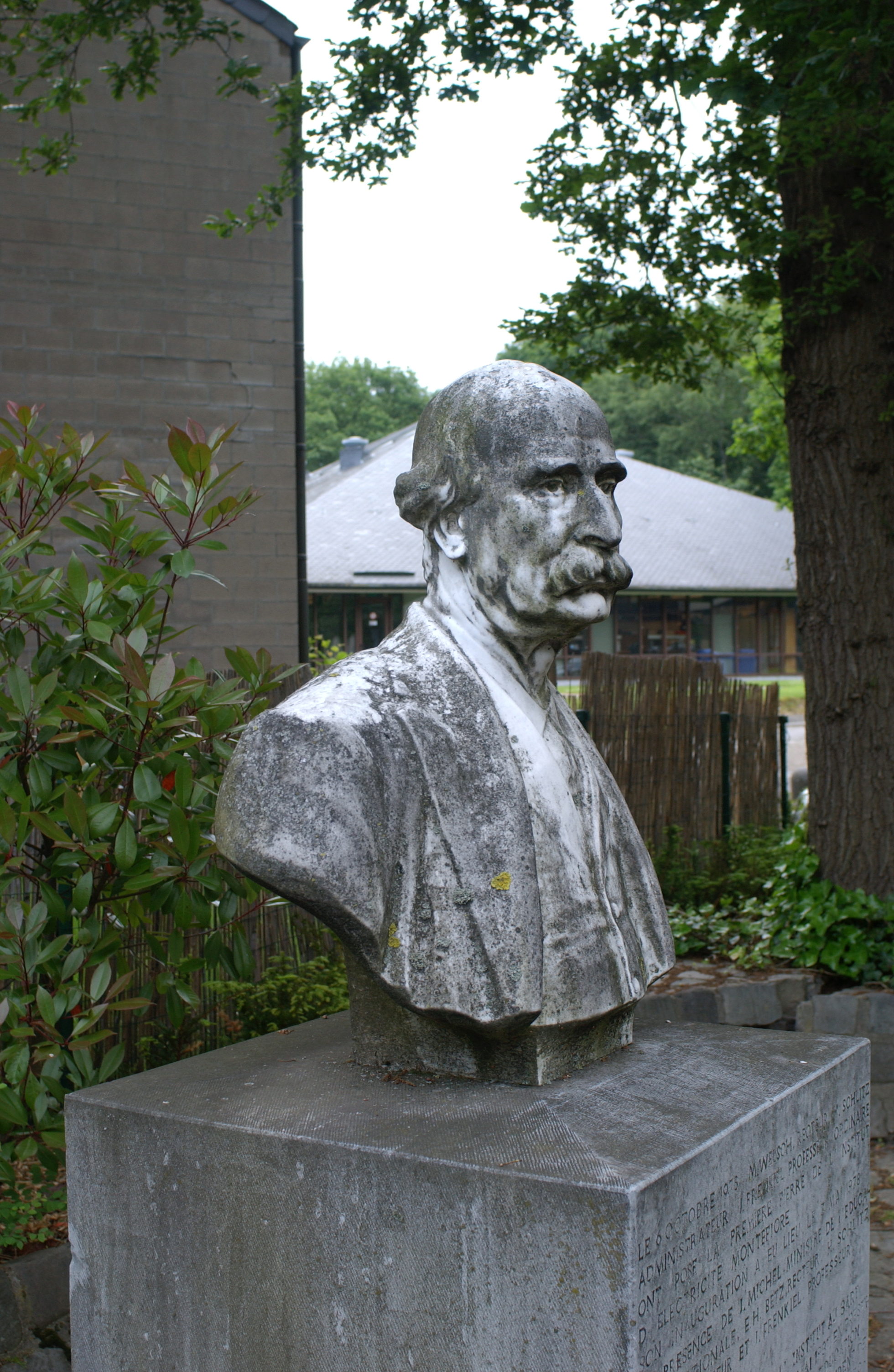
Buste van Georges Montefiore-Levi door Thomas Vinçotte
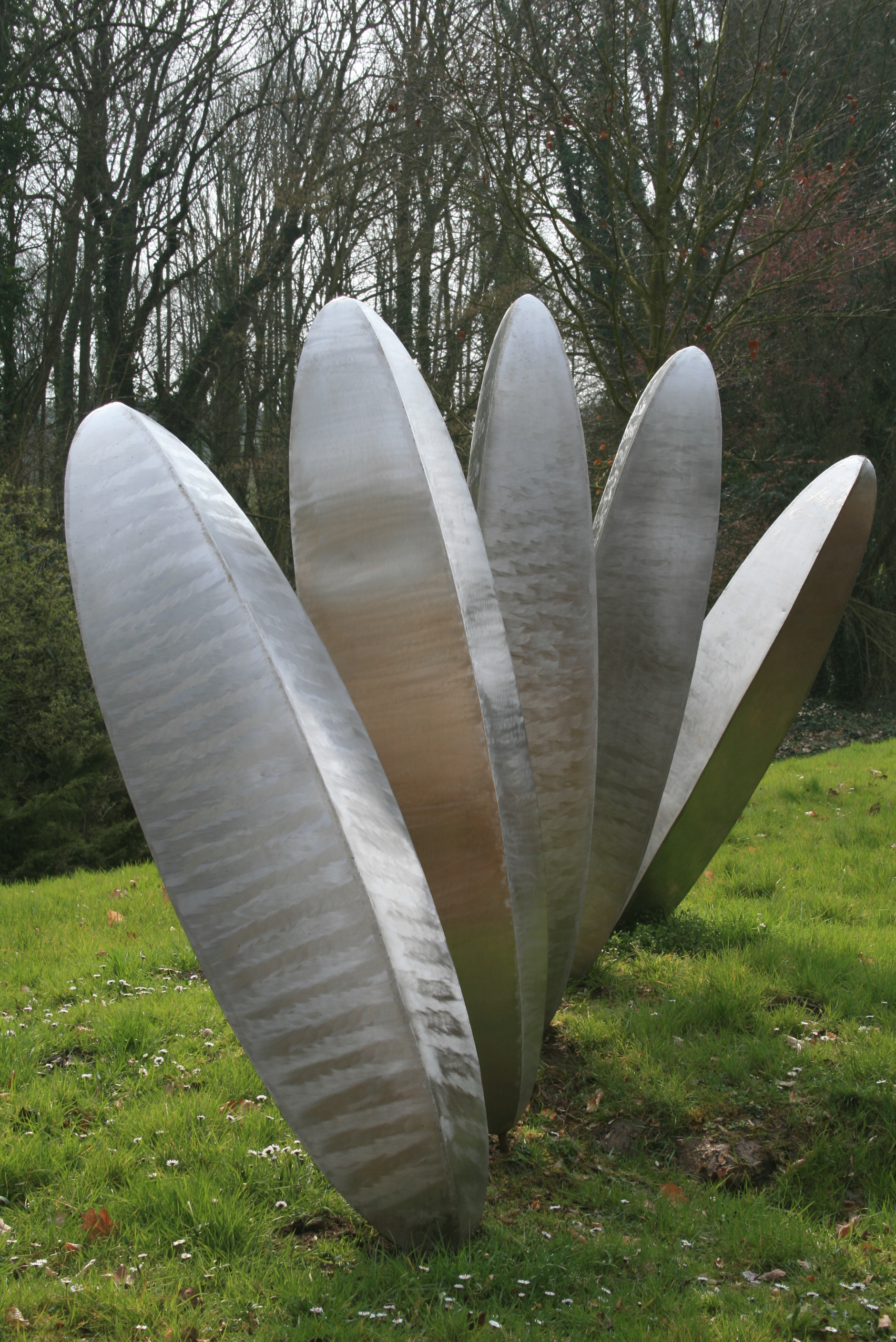
Verplaatsing in de tijd en ruimte door Thierry Bontridder
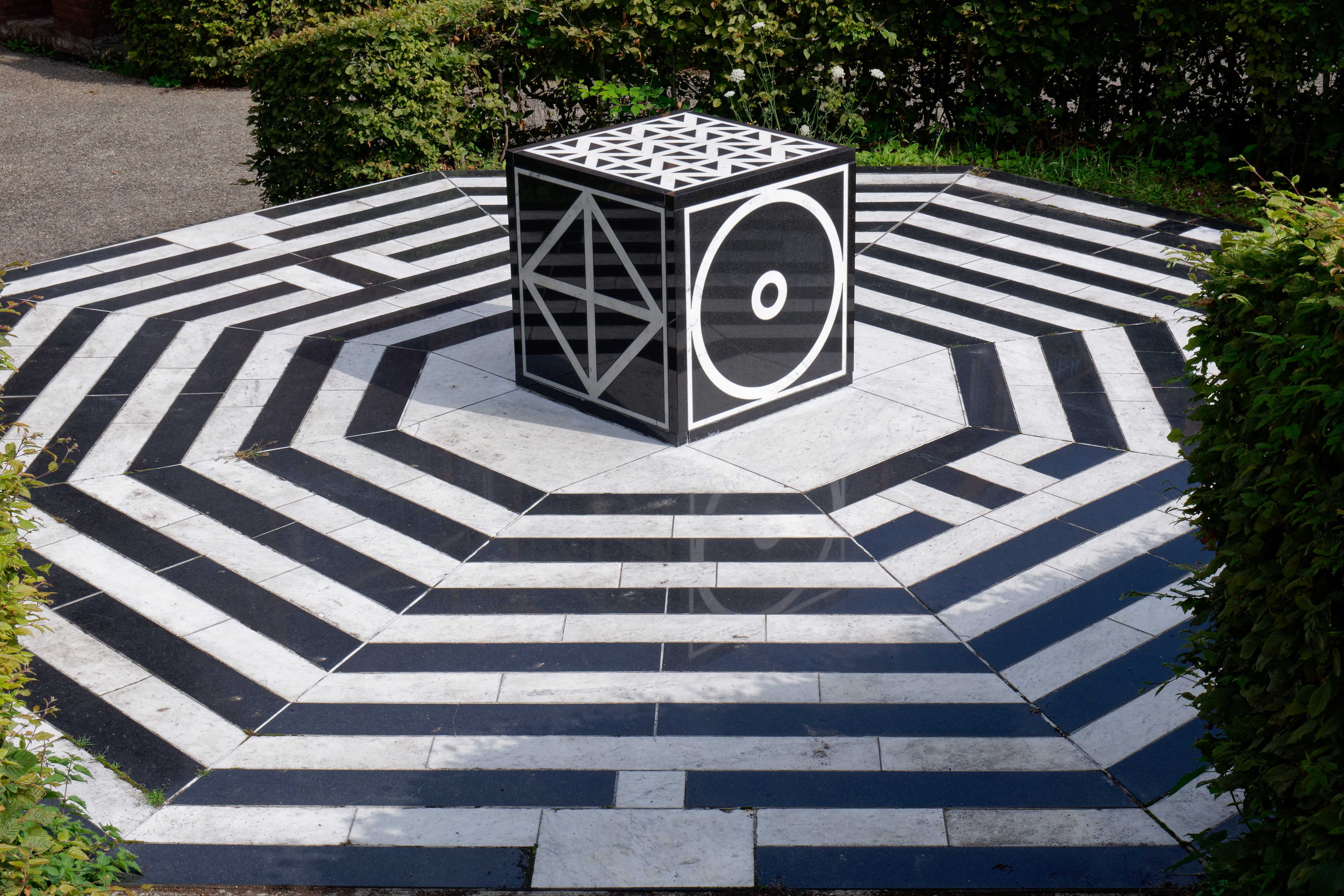
"Labyrint" door Léon WUIDAR
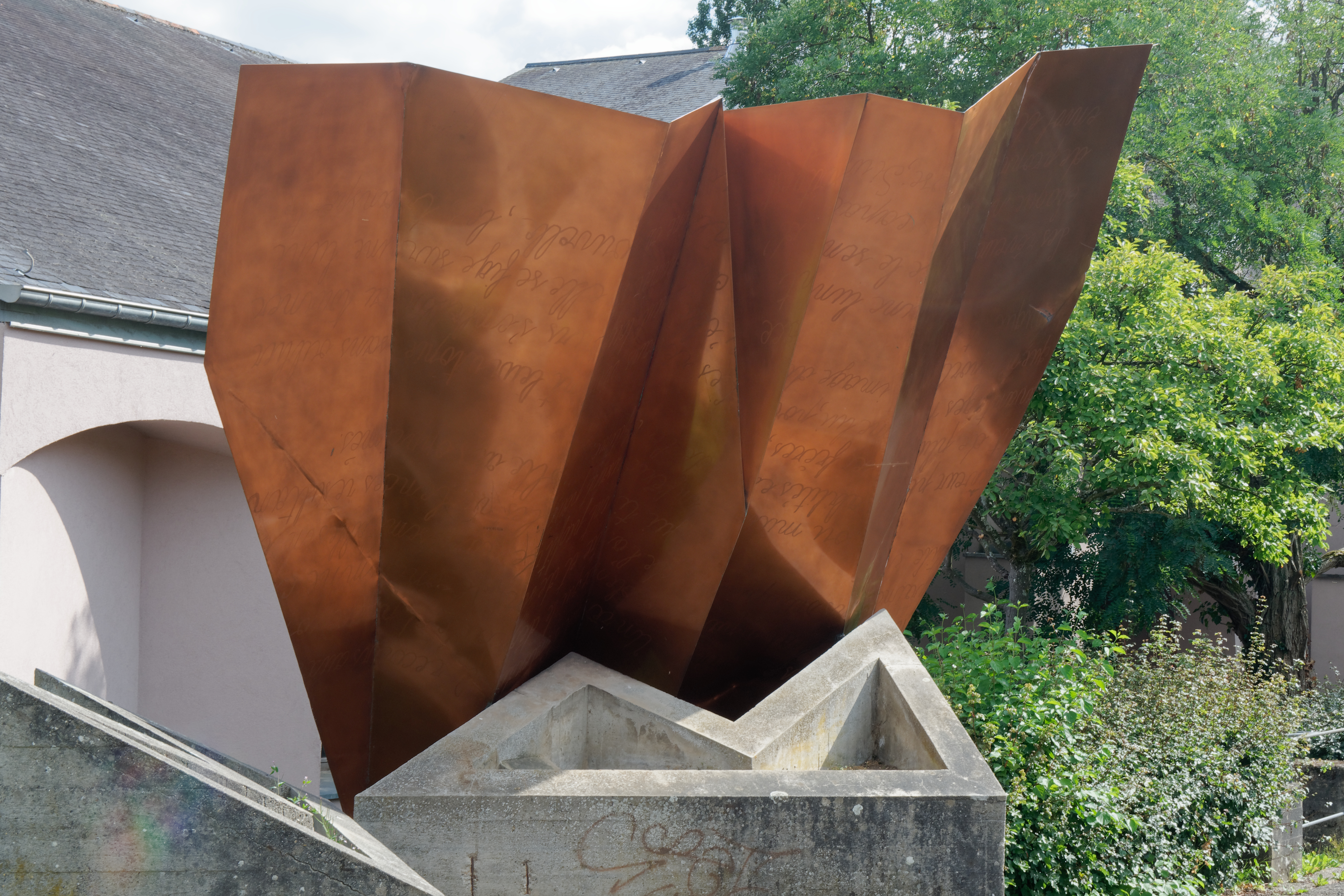
"Duif" door de TOUT groep.